# Maciej Sieczkowski
Maciej Jan Sieczkowski (ur. 1952) – polski polityk, pedagog, urzędnik i analityk medyczny, I wicewojewoda mazowiecki w latach 2001–2006.

## Życiorys
Ukończył medyczne studium zawodowe i Wydział Pedagogiczny Uniwersytetu Warszawskiego. Pracował jako analityk medyczny, a także jako pedagog i dyrektor szkoły podstawowej na warszawskim Ursynowie. Sprawował później funkcje naczelnika ursynowskiego wydziału oświaty oraz wizytatora Kuratorium Oświaty. Zatrudniono go także jako specjalistę do spraw doskonalenia zawodowego nauczycieli w mazowieckim Urzędzie Marszałkowskim.
Związał się politycznie z Unią Pracy, został przewodniczącym jej rady wojewódzkiej i wiceprzewodniczącym rady krajowej. W 1997 bez powodzenia ubiegał się o mandat posła na Sejm w okręgu warszawskim. Z ramienia tej partii objął stanowisko pierwszego wicewojewody mazowieckiego z dniem 8 listopada 2001 u boku Leszka Mizielińskiego (odpowiadał m.in. za politykę społeczną, geodezję i nieruchomości oraz integrację europejską). W 2005 roku jako członek UP bezskutecznie starał się o mandat poselski z ramienia SdPL. 10 stycznia 2006 zakończył pełnienie funkcji. We wrześniu 2006 odszedł z partii.
Jest żonaty z pediatrą, ma syna.